# 558e division de grenadiers
La 558e division de grenadiers (en allemand : 558. Grenadier-Division ou 558. GD) est une des divisions d'infanterie de l'armée allemande (Wehrmacht) durant la Seconde Guerre mondiale.

## Historique
La 558e division de grenadiers est formée le 11 juillet 1944 comme Sperr-Division 558 dans le Werhkreis XIII en tant qu'élément de la 29. Welle (29e vague de mobilisation).
Elle est transférée en août 1944 en Lituanie au sein de l'Heeresgruppe Mitte. En septembre, elle passe sous les ordres du XXXXI. Armeekorps de la 4. Armee toujouors au sein de l'Heeresgruppe Mitte dans le secteur de Suwalki.
Elle est renommée 558. Volks-Grenadier-Division le 9 octobre 1944.

## Organisation

### Commandants
| Date                             | Grade           | Commandant     |
| -------------------------------- | --------------- | -------------- |
| 11 juillet 1944 - 9 octobre 1944 | Generalleutnant | Arthur Kullmer |

## Théâtres d'opérations
- Front de l'Est, secteur Centre : août 1944 - Septembre 1944

## Ordre de bataille
- Grenadier-Regiment 1122
- Grenadier-Regiment 1123
- Grenadier-Regiment 1124
- Artillerie-Regiment 1558
  - I. Abteilung
  - II. Abteilung
  - III. Abteilung
  - IV. Abteilung
- Füsilier-Kompanie 1558
- Divisionseinheiten 1558